# Thomas de Pourquery

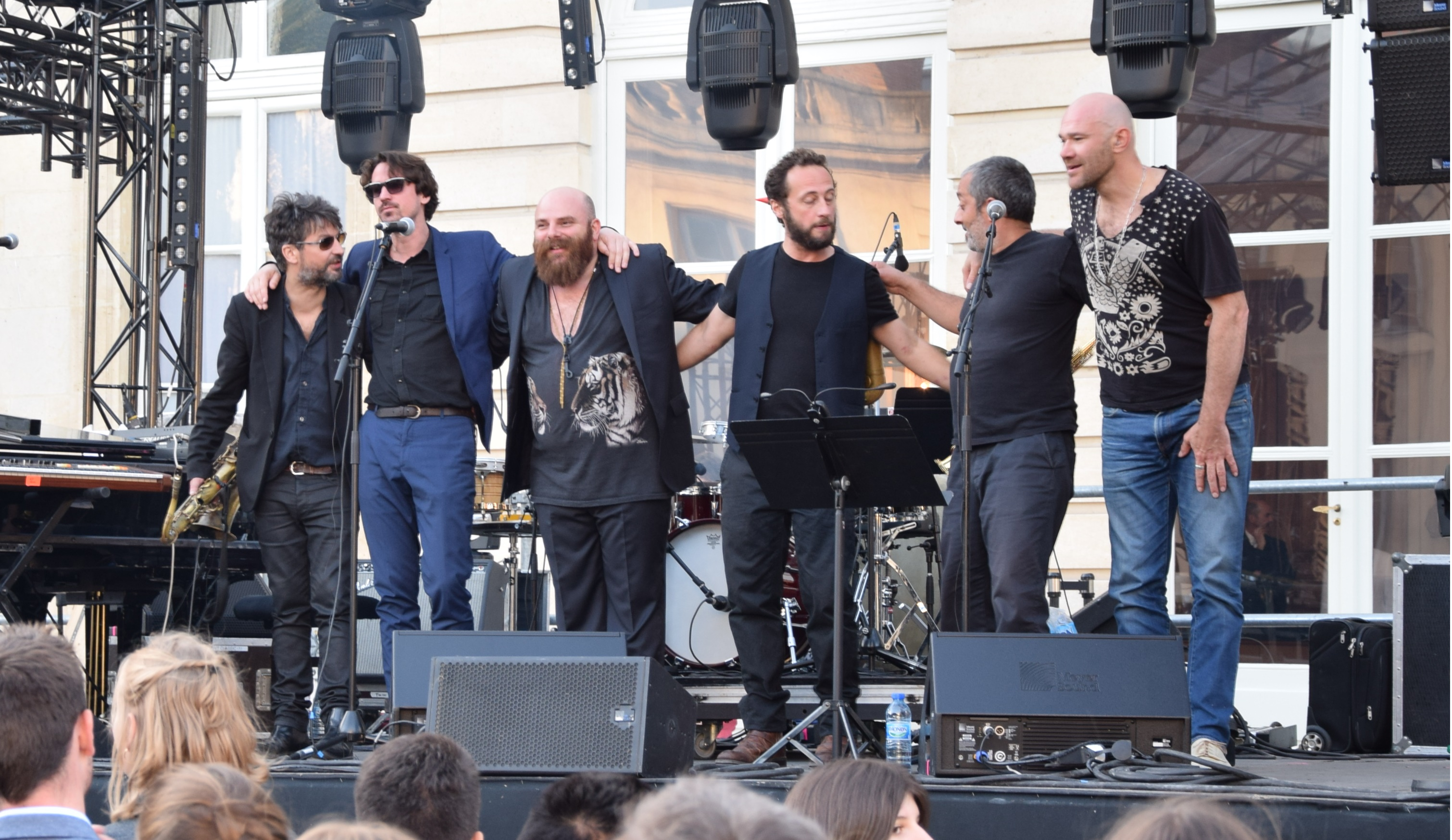
Thomas de Pourquery mit seinem Sextett Supersonic (dritter von links, 2018)

Thomas de Pourquery  (* 7. Juli 1977 in Bondy) ist ein französischer Jazzmusiker (Saxophon, auch Gesang, Komposition).

## Leben und Wirken
Pourquery begann mit 14 Jahren mit dem Saxophonspiel; sein Lehrer war Stefano Di Battista. Danach trat er in die Klasse von François Jeanneau am Conservatoire National Supérieur de Musique de Paris ein.
Im Jahr 2000 wurde Pourquery Mitglied der Big Band Lumière von Laurent Cugny. Cugny holte ihn zudem in seine Ausgabe des Orchestre National de Jazz. Danach wurde er aktives Mitglied des collective de Falaises in Paris mit Maxime Delpierre, Laurent Bardainne, David Aknin und Sylvain Daniel. Zudem spielte er mit Musikern wie George Brown, Sunny Murray, Marc Ducret, Paco Séry, Linley Marthe, Billy Hart.
2002 gewann Pourquery mit einem Quintett, das er gemeinsam mit Daniel Zimmermann leitete, den Band-, aber auch den Solistenpreis beim Jazzwettbewerb von La Défense. Neben der Arbeit in diesem DPZ profilierte er sich als Sänger und Saxophonist innerhalb des Punk-Kollektivs Rigolus und trat dann dem MegaOctet von Andy Emler bei. 2009 veröffentlichte er mit DPZ das Album He's Looking at You, Kid. Dank des Erfolgs dieses Albums wurde er für drei Spielzeiten zum Festival jazz sous les pommiers in Coutances eingeladen.
2010 gründete Pourquery The Brain Festival, ein in verschiedenen Städten Frankreichs stattfindendes Festival zur Unterstützung der Forschung zu neurodegenerativen Erkrankungen, das auch 2012 stattfand. 2012 veröffentlichte er das Album The Endless Summer und gründete DPZ & The Holy Synths.
2014 veröffentlichte Pourquery sein erstes Album mit dem Sextett Supersonic, das er mit Laurent Bardainne, Fabrice Martinez, Arnaud Roulin, Frederick Galiay und Edward Perraud sowie Gastsängerin Jeanne Added schuf; diese Hommage an Sun Ra führte er auf zahlreichen Festivals auf. Im selben Jahr gründete er mit Maxime Delpierre das Pop-DuoVKNG, das mehrere Produktionen vorlegte.
Zudem arbeitet Pourquery regelmäßig mit Fred Pallem, Frànçois & The Atlas Mountains, Sarah Murcia, Babx, Oxmo Puccino, Mick Jones oder der englischen Popgruppe Métronomie zusammen. Mit Henri Texier und Michel Portal spielte er 2016 beim Jubiläumskonzert des Maison de la Culture in Amiens. Er hat die Filmmusiken für die Spielfilme La fille du 14 juillet (2013) und Alice und das Meer (2014) geschaffen. Daneben hat er auch als Schauspieler gearbeitet.

## Preise und Auszeichnungen
Pourqueroy erhielt 2014 die Victoires du jazz in der Kategorie „Instrumentalalbum (Jazz) des Jahres“ für das Album Thomas de Pourquery & Supersonic Play Sun Ra. 2017 wurde er mit den Victoires du jazz als „Künstler des Jahres“ ausgezeichnet.

## Diskographische Hinweise
- Zimmermann-De Pourquery Quintet (Studio Juno 2000)
- DPZ He’s Looking at You, Kid (E-motive Records 2009)Choc und Disque de l'année 2009 Jazz Magazine Jazzman
- The Endless Summer (Nueva Onda 2012)
- Thomas de Pourquery & Supersonic Play Sun Ra (Quark Records 2014)
- Red Star Orchestra & Thomas de Pourquery Broadways (Label Bleu 2016)
- Thomas de Pourquery et Supersonic Sons of Love (Label Bleu 2017)[11]
- Henri Texier Concert anniversaire 30 ans à la Maison de la culture d’Amiens (Label Bleu 2017, mit Michel Portal, Bojan Z, Manu Codjia, Edward Perraud)
- Fabrice Martinez – Laurent Bardainne – Thomas de Pourquery: Drôles de Dames (BMC 2019)
- Let the Monsters Fall (2024)